# Brabantse Pijl 1999
De 39e editie van de Brabantse Pijl (Frans: Fleche Brabançonne) vond plaats op zondag 28 maart 1999. Michele Bartoli won deze eendaagse Belgische wedstrijd door Michael Boogerd in de slotfase af te troeven. De koers ging over een afstand van 193 kilometer, met de start en de finish in Alsemberg. In totaal wisten 67 renners de eindstreep te bereiken.

## Uitslag
| Brabantse Pijl 1999 |                  |                      |          |
| Plaats              | Naam             | Ploeg                | Tijd     |
| Winnaar             | Michele Bartoli  | Mapei-Quick Step     | 4u43'15" |
| 2                   | Michael Boogerd  | Rabobank             | + 2"     |
| 3                   | Daniele Nardello | Mapei-Quick Step     | + 13"    |
| 4                   | Johan Museeuw    | Mapei-Quick Step     | + 50"    |
| 5                   | Guido Trenti     | Cantina Tollo-Alexia | + 56"    |
| 6                   | Erwin Thijs      | Team Cologne         | + 1' 00" |
| 7                   | Marco Tosatto    | Ballan-Alessio       | z.t.     |
| 8                   | Ludo Dierckxsens | Lampre-Daikin        | z.t.     |
| 9                   | Martin van Steen | TVM-Farm Frites      | z.t.     |
| 10                  | Patrick Jonker   | Rabobank             | z.t.     |

1961 · 1962 · 1963 · 1964 · 1965 · 1966 · 1967 · 1968 · 1969 · 1970 · 1971 · 1972 · 1973 · 1974 · 1975 · 1976 · 1977 · 1978 · 1979 · 1980 · 1981 · 1982 · 1983 · 1984 · 1985 · 1986 · 1987 · 1988 · 1989 · 1990 · 1991 · 1992 · 1993 · 1994 · 1995 · 1996 · 1997 · 1998 · 1999 · 2000 · 2001 · 2002 · 2003 · 2004 · 2005 · 2006 · 2007 · 2008 · 2009 · 2010 · 2011 · 2012 · 2013 · 2014 · 2015 · 2016 · 2017 · 2018 · 2019 · 2020 · 2021 · 2022 · 2023 · 2024